# 九州文化学園歯科衛生士学院
九州文化学園歯科衛生士学院（きゅうしゅうぶんかがくえんしかえいせいしがくいん）は、長崎県佐世保市にある歯科衛生士を養成する専門学校。学校法人九州文化学園が運営する。3年制課程。同じキャンパス・校舎に九州文化学園調理師専門学校が同居している。

## 沿革
- 1981年（昭和56年） - 九州文化学園歯科衛生士学院設置。
- 2006年（平成18年） - 矢岳町から藤原町新校舎へ移転。
- 2006年（平成18年） - 2年制課程から3年制課程へ変更。[1]

## 所在地
- 〒857-0832 長崎県佐世保市藤原町7番32号

## 交通アクセス
- JR九州 佐世保駅より、西肥バス（南部行き）5分、藤原橋バス停下車徒歩3分
- JR九州 佐世保駅より、車で10分。または徒歩30分。[2]

## 設置目的
歯科衛生士として必要な知識と技能を習得させ、歯科疾患の予防および治療の補助者として有能な歯科衛生士を育成し、もって地域住民の歯科医療の向上に寄与することを目的とする。

## 学校教育基本方針（教育理念）
歯科保健指導・歯科予防処置・歯科診療補助を柱とした歯科衛生士の資格を取得するための高度な技術と、理論に関する深遠な考察を醸成し、専門職にふさわしい強い意志と豊かな情操を養い、歯科衛生士という立場から社会に貢献しうる人間教育をめざすものである。

## 教学運営方針
- 現場で役立つ歯科衛生士として必要な知識と技能の習得
- 歯科疾病の予防および治療の補助者としての有能な歯科衛生士の育成
- 地域住民への歯科医療向上への寄与